# (14071) Gadabird
(14071) Gadabird (1996 JK13) – planetoida z pasa głównego asteroid okrążająca Słońce w ciągu 4,83 lat w średniej odległości 2,86 j.a. Odkryta 11 maja 1996 roku.